# Londoni pálya
Londoni pálya (eredeti cím: London Fields) 2018-ban bemutatott amerikai misztikus thrillerfilm, melyet Mathew Cullen rendezett, valamint Roberta Hanley és Martin Amis írt, Amis 1989-es azonos című regénye alapján. A főszereplő Billy Bob Thornton, mint Samson Young, a gyógyíthatatlan beteg író, akinek 20 éve tart megrögzöttsége. További szereplők Amber Heard, Jim Sturgess, Theo James, Jason Isaacs, Cara Delevingne, Obi Abili és Jaimie Alexander.
A filmet a 2015-ös Torontói Nemzetközi Filmfesztiválon, különleges prezentációs szakaszon mutatták be. Miután a producerek egy peres ügyben megállapodást kötöttek Hearddal, a Londoni pályát 2018. október 26-án engedték bemutatni az Amerikai Egyesült Államokban, viszont kritikai és kereskedelmi szempontból kudarc lett.

## Cselekmény
Nicola Six látnoki képességgel rendelkezik és rájön, hogy egy férfi keze által meg fog halni. Három férfival indít kapcsolatot, hogy kiderítse, melyikőjük a gyilkos.
A történet Samson Younggal kezdődik.

## Szereplők
| Szereplő     | Színész            | Magyar hang    |
| ------------ | ------------------ | -------------- |
| Samson Young | Billy Bob Thornton | Rátóti Zoltán  |
| Nicola Six   | Amber Heard        | Csuha Borbála  |
| Keith Talent | Jim Sturgess       | Sarádi Zsolt   |
| Guy Clinch   | Theo James         | Fehér Tibor    |
| Mark Asprey  | Jason Isaacs       |                |
| Hope Clinch  | Jaimie Alexander   |                |
| Kath Talent  | Cara Delevingne    |                |
| Thelonius    | Obi Abili          | Kapácsy Miklós |
| Petronella   | Gemma Chan         |                |
| Trish Shirt  | Lily Cole          |                |

Heard egykori férje, Johnny Depp cameoszerepben jelenik meg, mint Chick Purchase. (magyar hang: Nagy Ervin)